# 斯普林菲爾德鎮區 (密歇根州卡爾卡斯卡縣)
斯普林菲爾德鎮區（英語：Springfield Township）是位於美國密歇根州卡爾卡斯卡縣的一個行政鎮區。

## 地方資料
斯普林菲爾德鎮區的面積為92.20平方千米，當中陸地面積為90.90平方千米，而水域面積為1.30平方千米。根據2020年美國人口普查的數據，當地共有人口1562人，而人口密度為每平方千米16.94人。